# Slovenska popevka 1972
Slovenska popevka 1972 je potekala od 1. do 3. junija v ljubljanski Hali Tivoli. Vodil jo je Vili Vodopivec. To je bila že tretja Popevka po vrsti, na kateri so bile pesmi poleg v slovenski izvedene tudi v tuji različici. Podoba festivala se je ustalila: okrog 20 pesmi (tokrat se jih je predstavilo 22) v dveh izvedbah, domači in tuji, trije večeri in na koncu veliki finale z nagrajenimi pesmimi.

## Nastopajoči
I. večer
| #   | Slovenska izvedba | Tuja izvedba                    | Naslov pesmi                       | Avtor glasbe   | Avtor besedila     | Avtor aranžmaja |
| --- | ----------------- | ------------------------------- | ---------------------------------- | -------------- | ------------------ | --------------- |
| 1.  | Irena Kohont      | Georges Pilloud (Švica)         | Ljubezen je najlepši dar           | Ati Soss       | Elza Budau         | Ati Soss        |
| 2.  | Tomaž Domicelj    | Indexi (Bosna in Hercegovina)   | Nič več sam                        | Tomaž Domicelj | Tomaž Domicelj     | T. Habbe        |
| 3.  | Sestre Potočnik   | Dana (Irska)                    | Ko boš prišla jemat slovo, mladost | Jože Privšek   | Dušan Velkaverh    | Jože Privšek    |
| 4.  | Mladi levi        | Barry Ryan (Velika Britanija)   | Amčitka                            | Dečo Žgur      | Peter Arnold       | Dečo Žgur       |
| 5.  | Meta Malus        | Frederic Kopp (Zahodna Nemčija) | Pismo                              | Tomaž Mancini  | Svetlana Makarovič | Milan Mihelič   |
| 6.  | Jože Kobler       | Krunoslav Slabinac (Hrvaška)    | Vse bi zate dal                    | Berti Rodošek  | Marjan Stare       | Berti Rodošek   |
| 7.  | Majda Sepe        | Robert Young (Velika Britanija) | Med iskrenimi ljudmi               | Mojmir Sepe    | Dušan Velkaverh    | Mojmir Sepe     |
| 8.  | Janko Ropret      | Maurizio (Italija)              | Ljubljančanke                      | Jure Robežnik  | Dušan Velkaverh    | Jure Robežnik   |
| 9.  | Radojka Šverko    | Martine Clémenceau (Francija)   | Najino poletje                     | Bojan Adamič   | Elza Budau         | Bojan Adamič    |
| 10. | Alenka Pinterič   | Lolita (Italija)                | Star kovanec                       | Ati Soss       | Branko Šömen       | Ati Soss        |
| 11. | Edvin Fliser      | Fausto Cigliano (Italija)       | Otroci morja                       | Dušan Porenta  | Dušan Velkaverh    | Mario Rijavec   |

II. večer
| #   | Slovenska izvedba        | Tuja izvedba                            | Naslov pesmi               | Avtor glasbe     | Avtor besedila  | Avtor aranžmaja  |
| --- | ------------------------ | --------------------------------------- | -------------------------- | ---------------- | --------------- | ---------------- |
| 1.  | Marjetka Falk            | Leo Martin (Srbija)                     | Prva ljubezen              | Jože Privšek     | Branko Šömen    | Jože Privšek     |
| 2.  | Lado Leskovar            | (Honey, Velika Britanija)               | Špela                      | Mojmir Sepe      | Dušan Velkaverh | Mojmir Sepe      |
| 3.  | Majda Jazbec & Janez Puh | Cindy & Bert (Zahodna Nemčija)          | Naj bo mavrica             | Bor Gostiša      | Peter Arnold    | Dečo Žgur        |
| 4.  | Marjana Deržaj           | Magda Umer (Poljska)                    | Hrepenenje majhnega zaliva | Dečo Žgur        | Dušan Velkaverh | Mario Rijavec    |
| 5.  | Srce                     | Lee Grant (Velika Britanija)            | Kakor cvet je tvoj obraz   | Damjan Tozon     | Mirjam Tozon    | Dečo Žgur        |
| 6.  | Arsen Dedić              | Baskin & Copperfield (Velika Britanija) | Pegasto dekle              | Jure Robežnik    | Elza Budau      | Jure Robežnik    |
| 7.  | Ljupka Dimitrovska       | Ivica Šerfezi (Hrvaška)                 | Ljubljanski zvon           | Nikica Kalogjera | Elza Budau      | Nikica Kalogjera |
| 8.  | Elda Viler               | Euson (Nizozemska)                      | Moja strast                | Ati Soss         | Branko Šömen    | Ati Soss         |
| 9.  | Sonja Gabršček           | Zdeňka Lorencová (Češka)                | Pilula za srečo            | Bojan Adamič     | Elza Budau      | Bojan Adamič     |
| 10. | Alfi Nipič               | Dragan Mijalkovski (Makedonija)         | Narobe svet                | Mojmir Sepe      | Elza Budau      | Mojmir Sepe      |
| 11. | Oto Pestner              | Samantha Sang (Velika Britanija)        | Mati, bodiva prijatelja    | Jože Privšek     | Dušan Velkaverh | Jože Privšek     |

## Seznam nagrajencev
Grand Prix mednarodne žirije (revija Stop)
- Med iskrenimi ljudmi Mojmirja Sepeta (glasba) in Dušana Velkaverha (besedilo) v izvedbi Majde Sepe v alternaciji z Robertom Youngom

Nagrade občinstva
- 1. nagrada: Mati, bodiva prijatelja Jožeta Privška (glasba) in Dušana Velkaverha (besedilo) v izvedbi Ota Pestnerja v alternaciji s Samantho Sang
- 2. nagrada: Pegasto dekle Jureta Robežnika (glasba) in Elze Budau (besedilo) v izvedbi Arsena Dedića v alternaciji z duom Baskin & Copperfield
- 3. nagrada:

- Ljubljanski zvon Nikice Kalogjere (glasba) in Elze Budau (besedilo) v izvedbi Ljupke Dimitrovske v alternaciji z Ivico Šerfezijem
- Otroci morja Dušana Porente (glasba) in Dušana Velkaverha (besedilo) v izvedbi Edvina Fliserja v alternaciji s Faustom Ciglianom

Nagrade strokovne žirije
- 1. nagrada: Med iskrenimi ljudmi Mojmirja Sepeta (glasba) in Dušana Velkaverha (besedilo) v izvedbi Majde Sepe v alternaciji z Robertom Youngom
- 2. nagrada: Pegasto dekle Jureta Robežnika (glasba) in Elze Budau (besedilo) v izvedbi Arsena Dedića v alternaciji z duom Baskin & Copperfield
- 3. nagrada: Moja strast Atija Sossa (glasba) in Branka Šömna (besedilo) v izvedbi Elde Viler in Eusona

Nagrada za aranžma
- Jože Privšek za pesem Mati, bodiva prijatelja

Nagrada za najboljše besedilo
- Branko Šömen za pesem Prva ljubezen

Nagrada za najbolj vedro pesem
- Ljubljanski zvon Nikice Kalogjere (glasba) in Elze Budau (besedilo) v izvedbi Ljupke Dimitrovske v alternaciji z Ivico Šerfezijem